# Ammotrechidae
Los ammotréquidos (Ammotrechidae) son una familia de arácnidos solífugos que se distribuye por América continental y el Caribe. Hay descritos 22 géneros y al menos 83 especies.

## Taxonomía
La familia se  subdivide en 5 subfamilias y 22 géneros.
- Ammotrechinae (Norte, Centro y sur de América)
  - Ammotrecha Banks, 1900 — Chile a USA (9 especies)
  - Ammotrechella Roewer, 1934 — Indias occidentales, norte de Sudamérica a Florida (13 3species)
  - Ammotrechesta Roewer, 1934 — Centroamérica (5 especies)
  - Ammotrechinus Roewer, 1934 — Haití, Jamaica (1 especies)
  - Ammotrechona Roewer, 1934 — Cuba (1 especies)
  - Ammotrechula Roewer, 1934 — Ecuador a USA (12 especies)
  - Antillotrecha Armas, 1994 — Dominican Republic, Leeward Islands (2 especies)
  - Campostrecha Mello-Leitão, 1937 — Ecuador (1 especie)
  - Dasycleobis Mello-Leitão, 1940 — Argentina (1 especie)
  - Neocleobis Roewer, 1934 — Galápagos (1 especie)
  - Pseudocleobis Pocock, 1900 — Sur de América (20 species)
- Mortolinae
  - Mortola Mello-Leitão, 1938 — Argentina (1 especie)
- Nothopuginae
  - Nothopuga Maury, 1976 — Argentina (2 especies)
- Oltacolinae
  - Oltacola Roewer, 1934 — Argentina (4 especies)
- Saronominae (Centro y sur de América)
  - Branchia Muma, 1951 — México, USA (3 especies)
  - Chinchippus Chamberlin, 1920 — Perú (2 especies)
  - Innesa Roewer, 1934 — Guatemala (1 especie)
  - Procleobis Kraepelin, 1899 — Argentina (1 especie)
  - Saronomus Kraepelin, 1900 — Colombia, Venezuela (1 especie)
- Subfamilia no asignada
  - Chileotrecha Maury, 1987 — Chile (1 especie)
  - Eutrecha Maury, 1982 — Venezuela (1 especie)
  - Xenotrecha Maury, 1982 — Venezuela (1 especie)
  - † Happlodontus proterus Poinar & Santiago-Blay, 1989 —  fossil: Miocene amber (1 especie)